# 里奇蘭縣 (威斯康辛州)
里奇蘭县（英語：Richland County）是美國威斯康辛州西南部的一個縣。面積1,526平方公里。根據美國2000年人口普查，共有人口17,924人。縣治里奇兰中心。
成立於1850年2月7日。縣名指的是當地肥沃的土地。
43°23′N 90°26′W / 43.38°N 90.43°W